# Rashtriya Janata Dal
Le Rashtriya Janata Dal (Parti national du peuple) ou RJD est un parti politique indien. Il est principalement représenté dans l'État du Bihar, l'État le plus pauvre du pays. Le RJD a été fondé en 1997 par son dirigeant actuel, Laloo Prasad Yadav, à la suite d'une scission avec le Janata Dal. La base électorale de ce parti est formée principalement par les membres de la caste des Yadav (caste intermédiaire, la plus importante numériquement), et des musulmans.
Laloo Prasad Yadav a été chief minister du Bihar de 1990 à 1997, avant d'être remplacé à la suite d'une affaire de corruption par sa femme, Rabri Devi. Le RJD a perdu cet État lorsqu'il a été placé, en février 2005 sous administration fédérale directe (Presidential's rule). L'élection régionale de novembre 2005 qui a suivi a été remportée par un autre parti, le Janata Dal (United). 
Le RJD participe à la coalition menée par le parti du Congrès, victorieuse lors des élections générales de mai 2004, avec 11 sièges de députés (sur 543). Deux de ses membres sont des ministres du gouvernement de Manmohan Singh : Laloo Prasad Yadav aux Chemins de fer, et Prem Chand Gupta aux Affaires des compagnies. 